# Livre des routes et royaumes
Le Livre des routes et des royaumes (en arabe : كتاب المسالك والممالك , Kitāb al-Masālik wa'l-Mamālik) est le nom d'un texte géographique du XIe siècle écrit par Al-Bakri.

## Description et contenu
Le livre est écrit en 1067-1068 à Cordoue, en al-Andalus (actuelle Espagne). Al-Bakri y fait une compilation historique et géographique de différentes régions d'Afrique marquées par des dynamiques politiques et économiques qui l'intéressent. Il se base sur les récits de commerçants et de voyageurs, notamment Muhammad ibn Yūsuf al-Warrāq  (Sur la topographie de l'Afrique du Nord), et d'Abraham ben Jacob dont les mémoires ont été perdus. Malgré le fait qu'al-Bakri n'a jamais quitté al-Andalus, ses écrits sont considérés comme un rapport impartial des récits d'autres voyageurs par les historiens contemporains, une grande partie de ce qu'il a écrit étant corroborée par d'autres sources. Son ouvrage est désormais la principale source pour l'étude de l'histoire ancienne du Ghana.
Il décrit un large éventail de régions bordant l'océan Atlantique, en passant par le Sahara, jusqu'à l'Afrique centrale, faisant des descriptions de la géographie, des personnes, de la culture et de la situation politique de chaque région. Le Livre des Routes et des Royaumes n'existe aujourd'hui que sous une forme fragmentée. Il est parfois confondu avec un Livre des routes et des royaumes écrit au IXe siècle par Ibn Khordadbeh, entre autres ouvrages du même nom publiés au Moyen Âge.
L'ouvrage est traduit en français en 1820.